# Fronteira Chade–República Centro-Africana
A fronteira entre Chade e República Centro-Africana é a linha que limita os territórios do Chade e da República Centro-Africana.

## Características
Esta fronteira começa no ponto de tríplice fronteira entre ambos os países e os Camarões, e termina no ponto similar com o Sudão. Predomina a orientação oeste-leste, seguindo o curso de vários rios: o rio Nana Barya, o rio Bahr Aouk, o rio Pendé e o rio Aoukalé são os principais.
A fronteira é, sobretudo na sua parte oriental, uma zona violenta e com  muitos refugiados do conflito do Darfur.